# Informes mundiales sobre el aprendizaje y la educación de adultos
Los Informes Mundiales sobre el Aprendizaje y la Educación de Adultos (GRALE por sus siglas en inglés) son una serie de reportes que monitorean el progreso del aprendizaje y la educación de adultos (AEA), promueven la acción, identifican tendencias en el campo del AEA y exploran soluciones frente a los desafíos.
Los GRALE juegan un papel clave en el cumplimiento del compromiso de la Organización UNESCO de monitorear e informar sobre la implementación de los países del Marco de Acción de Belém (MAB). Este marco de acción fue aprobado por 144 Estados miembros de la UNESCO en la VI Conferencia Internacional sobre Educación de Adultos (CONFINTEA VI), que se celebró en Belém (Brasil) en 2009. En el Marco de Acción de Belém los países acordaron mejorar el AEA en las siguientes áreas de acción: política, gobernanza, financiación, participación, inclusión y equidad, y cualidad.

## Visión general
Desde su fundación en 1945, la Organización UNESCO ha apoyado el diálogo y la acción mundial en el campo del AEA. 
En 1949 organizó la CONFINTEA I. Desde entonces, otras cinco CONFINTEA se han celebrado con intervalos de más o menos 12 años, aportando a los Estados miembros de la UNESCO valiosas oportunidades para considerar, comparar y desarrollar sus enfoques sobre el AEA. La colección de GRALE se encuentra en el centro mismo del monitoreo mundial del AEA.
Cada informe reúne los datos y pruebas más recientes, destaca las buenas políticas y prácticas, y recuerda a los gobiernos sus compromisos en relación con el AEA. Como parte del proceso de recolección de datos para el GRALE, la UNESCO invita a los países a presentar informes nacionales detallados sobre el AEA.
De esta manera, el GRALE alienta a los países para que emprendan un ejercicio de autoevaluación a fin de examinar su progreso en cada una de las áreas de acción identificadas en el Marco de Acción de Belém. Siguiendo la publicación de cada GRALE, sus hallazgos se presentan en una amplia gama de actividades y se debaten con un vasto espectro de asociados. Por consiguiente, el GRALE incita a que los países dialoguen y los estimula para que aprendan los unos de los otros sobre cómo mejorar las políticas y las prácticas en AEA.

## Reportes
El GRALE 1 se concibió para fundamentar los debates en la CONFINTEA VI en 2000. A fin de preparar el GRALE 1 se invitó a los países a presentar informes nacionales que, en gran medida, tuvieron un amplio carácter narrativo. Basándose en estos informes, el GRALE 1 presentó una visión general de las tendencias e identificó retos clave en materia de AEA. Este informe encontró que, si bien muchos países habían ejecutado políticas de educación de adultos, los gobiernos no estaban asignando suficientes fondos para que el sector pudiera aportar todo su potencial.
El GRALE 2 presentó la primera oportunidad para efectuar un balance de la implementación del Marco de Acción de Belém. Se invitó a los Estados miembros para que respondieran a una encuesta de monitoreo más estructurada que los informes narrativos que habían sido presentados para el GRALE 1. El GRALE 2 también se concentró en un tema específico: la alfabetización de jóvenes y adultos, que el Marco de Acción de Belém identifica como el fundamento del aprendizaje a lo largo de toda la vida. El GRALE 2 ayudó a clarificar conceptos de la alfabetización, ofreciendo orientación e inspiración para la posterior redacción de la Recomendación sobre el aprendizaje y la educación de adultos (2015).
El GRALE 3 refleja la evolución hacia una visión más integral de la educación y el aprendizaje a lo largo de toda la vida incorporado en la Agenda 2030 para el Desarrollo Sostenible. Esta visión integral constituye el fundamento que subyace en los capítulos sobre salud y bienestar, empleo y mercado de trabajo, así como sobre vida social, cívica y comunitaria.
El GRALE 4 hace un monitoreo sobre la manera en la que los Estados miembros de la UNESCO ponen en práctica sus compromisos internacionales en materia de AEA y refleja los datos presentados por 159 países. En él se pide un cambio importante en el enfoque del aprendizaje y la educación de adultos, apoyado por una inversión adecuada para garantizar que todos tengan la oportunidad de acceder y beneficiarse del aprendizaje y la educación de adultos, y que su contribución al Programa 2030 para el desarrollo sostenible se haga plenamente efectiva.
El GRALE 5 está actualmente en proceso. Combinará datos de encuestas, análisis de políticas y estudios de casos para proporcionar a los encargados de la formulación de políticas, investigadores y profesionales, un panorama actualizado de la situación del AEA en los Estados miembros de la UNESCO, así como un análisis de la educación de la ciudadanía -incluida la educación de la ciudadanía mundial. En él se formularán recomendaciones para fortalecer los avances en materia de aprendizaje y educación de adultos y para promover una ciudadanía activa y mundial. El GRALE 5 se lanzará en la Séptima Conferencia Internacional de Educación de Adultos (CONFINTEA VII) en Marruecos en 2022.